# Giovanni Battista Rodoteo
Giovanni Battista Rodoteo fou un metge i compositor italià de la segona meitat del segle xvii.
L'única referència que tenim d'aquest compositor és que l'any 1670 feu representar l'òpera Adelaide regia principessa di Susa i, que fou estrenada en el teatre Alli Saloni de Venècia, i que va ser la primera que es representà en aquell teatre.